# Вілла Пізані (Стра)
 Вілла Пізані (італ. Villa Pisani) — палацово-парковий ансамбль 18 століття, належить до найбільших в районі каналу Брента. Вілла розташована у місті Стра на відстані 30 км від Венеції. Ще одна її назва — Вілла Націонале.

## Історія

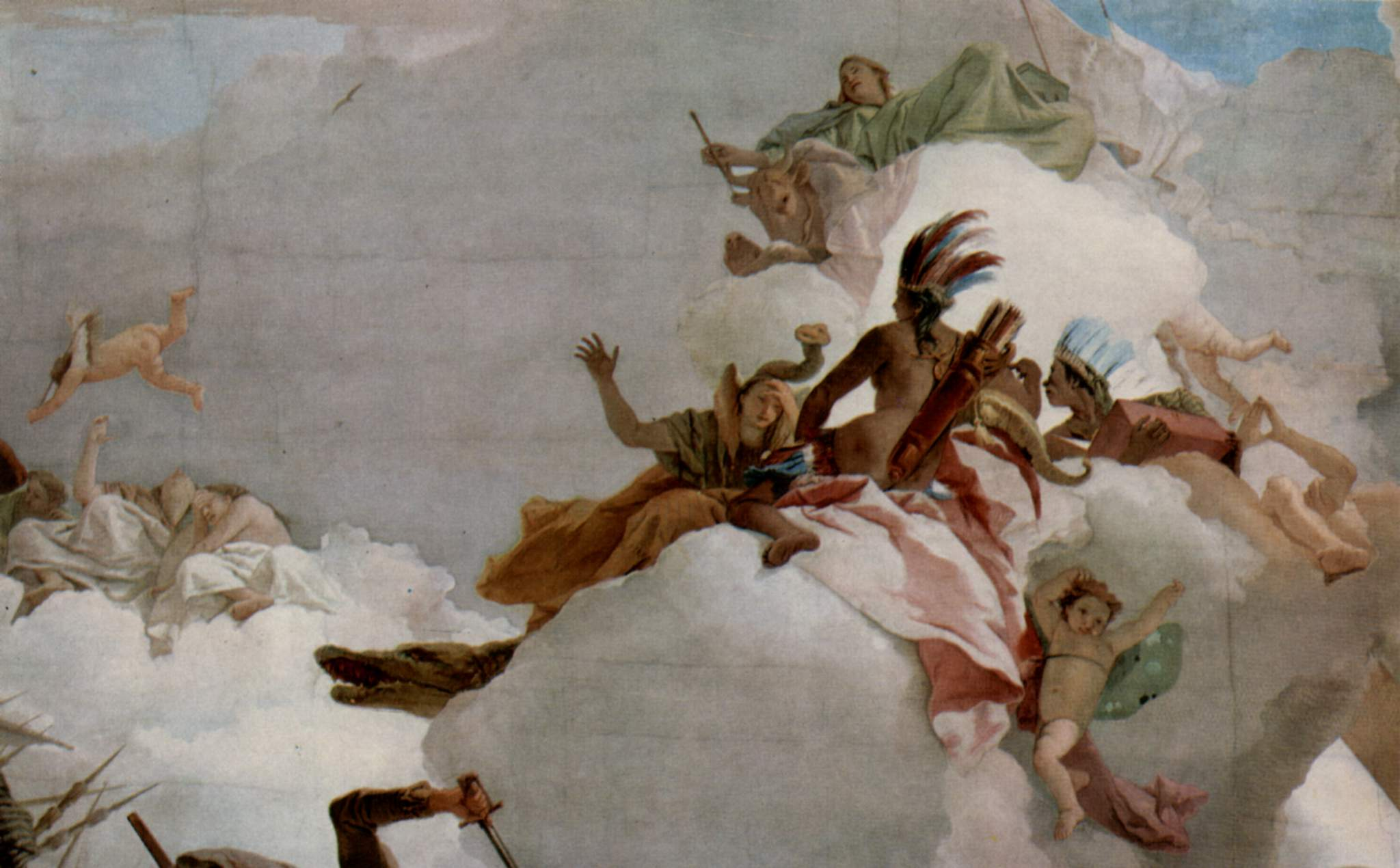
Худ. Тьєполо. Апофеоз родини Пізані

Вілла створена для майбутнього дожа Венеції — Альвізе Пізані (1664—1741), звідси її назва. Для будівництва обрали містечко Стра. Проект — архітекторів Джироламо Фріджимеліка та Франческо Марія Преті. В Італії ще панував стиль бароко, але в районі Брента було багато заміських палаців венеціанськиж вельмож в стилі палладіанства, побудованих за проектами самого Андреа Палладіо та Вінченцо Скамоцці. Тому в архітектурі вілли Пізан і переважають риси класицизму, незважаючи на наявність барокових деталей на фасадах та садово-паркової скульптури в стилістиці бароко, стінописів — в стилі рококо.
Будівництво розпочали у 1721 р. Первісна кількість зал дорівнювала 114, потім була збільшена до 168. В часи військового захоплення Венеції Наполеоном Бонапартом, той придбав віллу у родини Пізані для свого пасинка — Ежена де Богарне, якого зробив віце-королем Італії.
У 1814 р. після військової поразки Наполеона вілла Пізані перейшла у власність Габсбургів і її роблять курортом для аристократів Європи. Серед відвідувачів курорту — * Карл IV Іспанський
- Олександр І, імператор Російської імперії
- Фердинанд ІІ Бурбон, король Неаполя.

З 1866 р., після об'єднання італійських князівств і єдину державу, вілла Пізані стала державною власністю. З 1884 року тут створили музей.

## Парк вілли
В основі — барокове розпланування з вісьовою симетричною побудовою. Серед паркових атракцій — лабіринт, канал та барокова скульптура. Лабіринт вілли належить до трьох збережених з 18 століття в Італії.
Але в стилістиці переважають спокійні, довгі перспективи, що втратили барокову контрастність, рухливість, потяг до незвичного. Прохолодну офіційність вілли, її стриману архітектуру підтримує пейзажний парк навколо згасаючих барокових елементів, які ніби втратили свою міць і життєву силу.

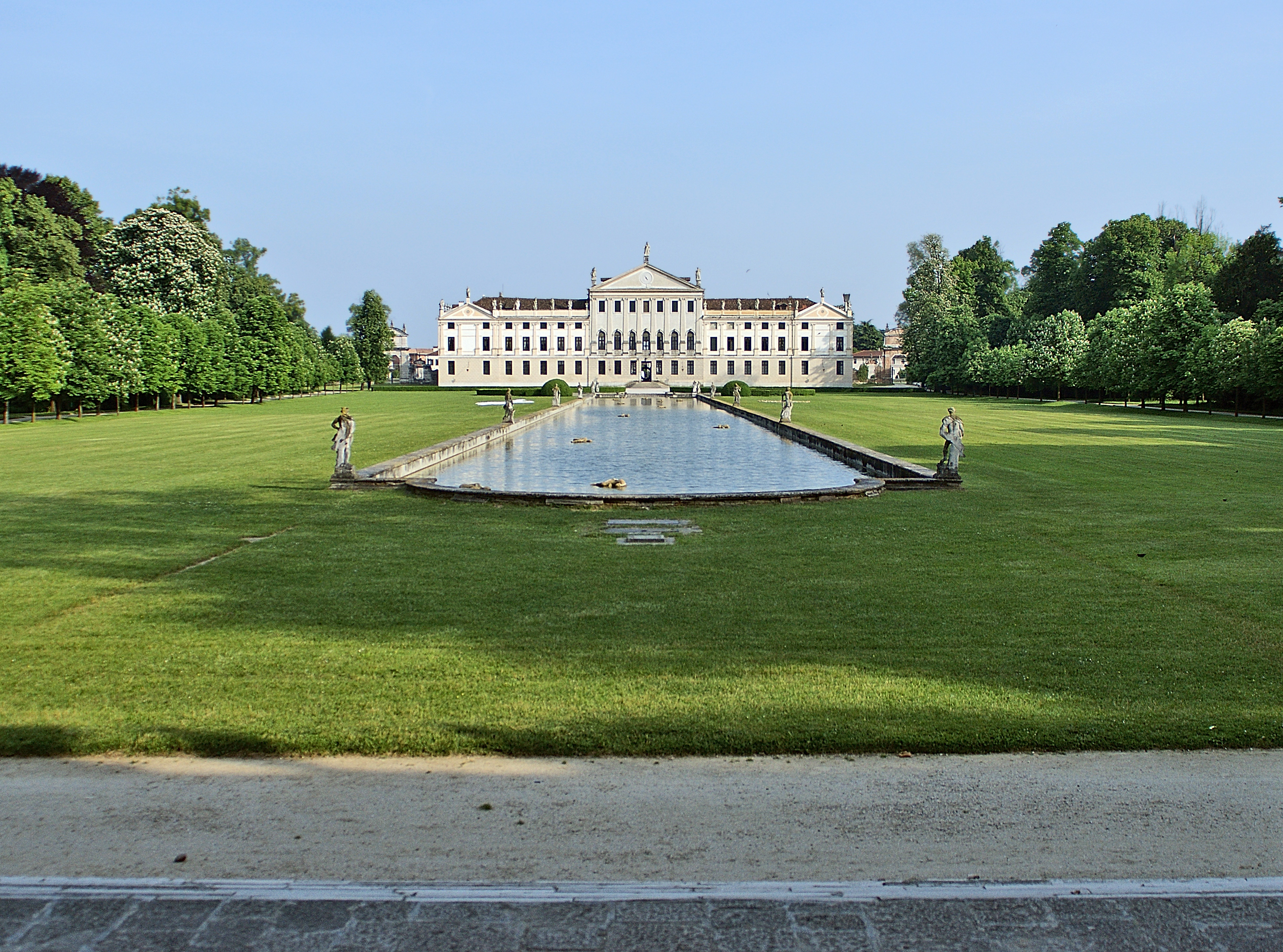
Парковий фасад
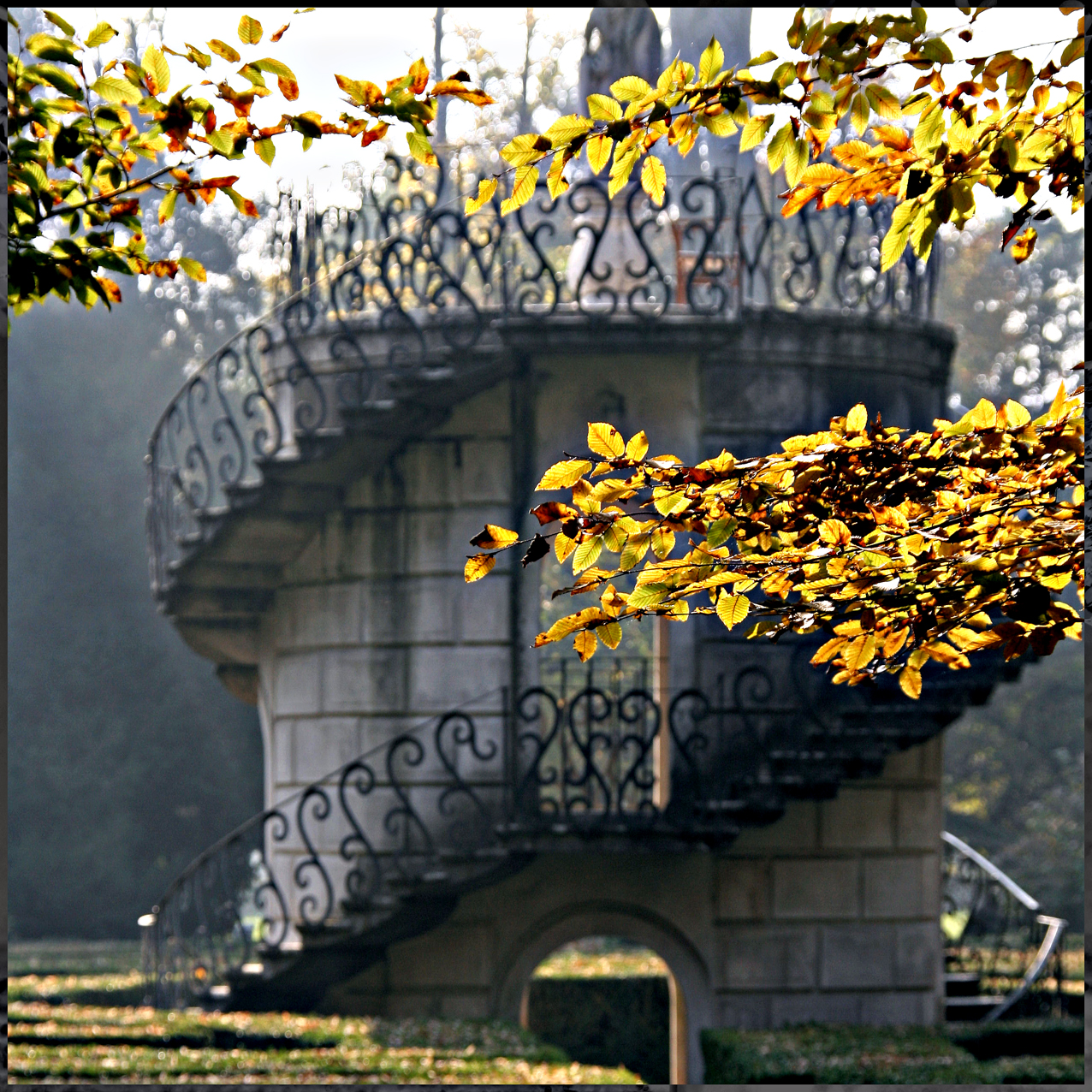
Оглядова Вежа в центрі лабіринту
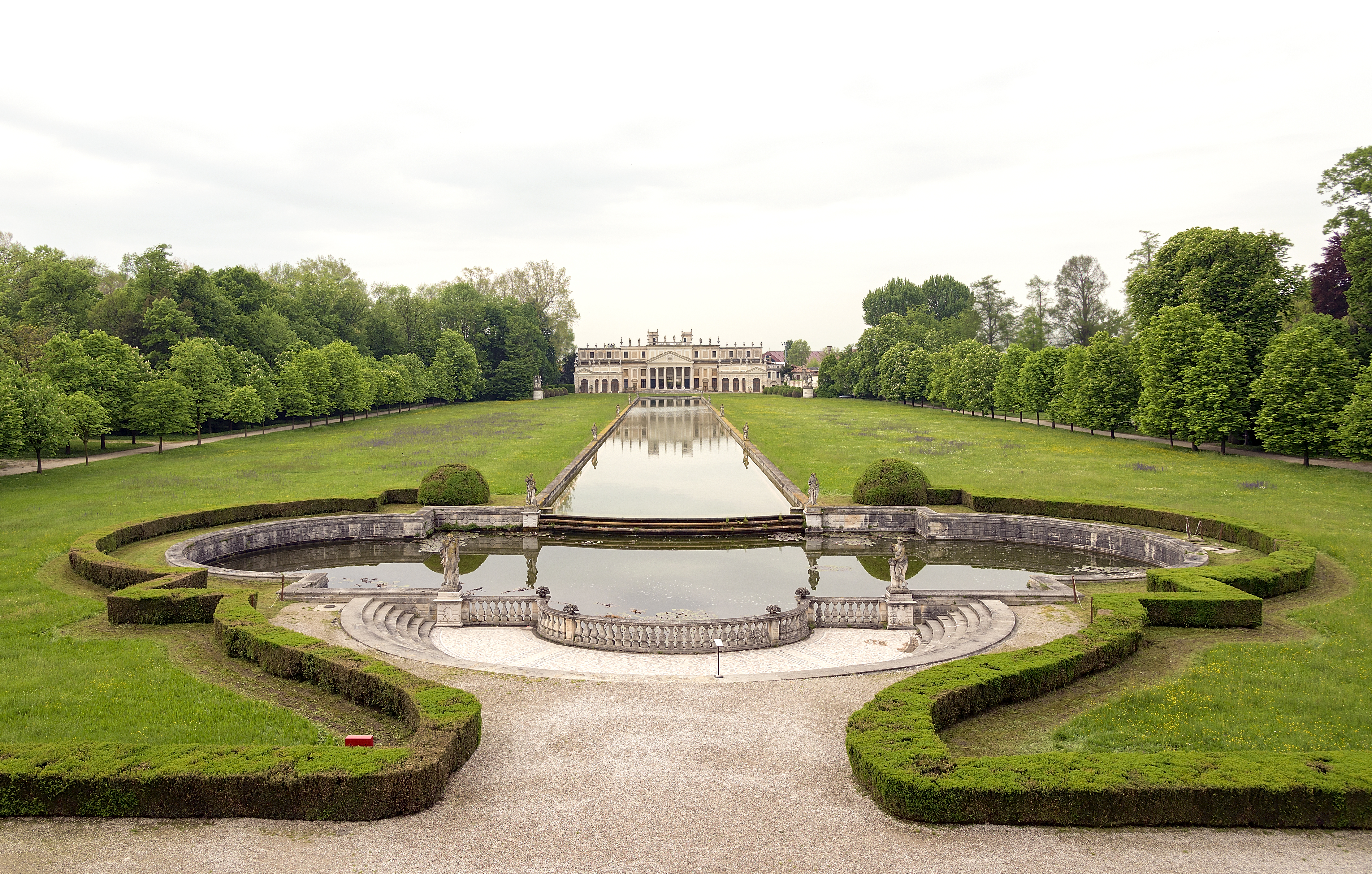
Парковий фасад
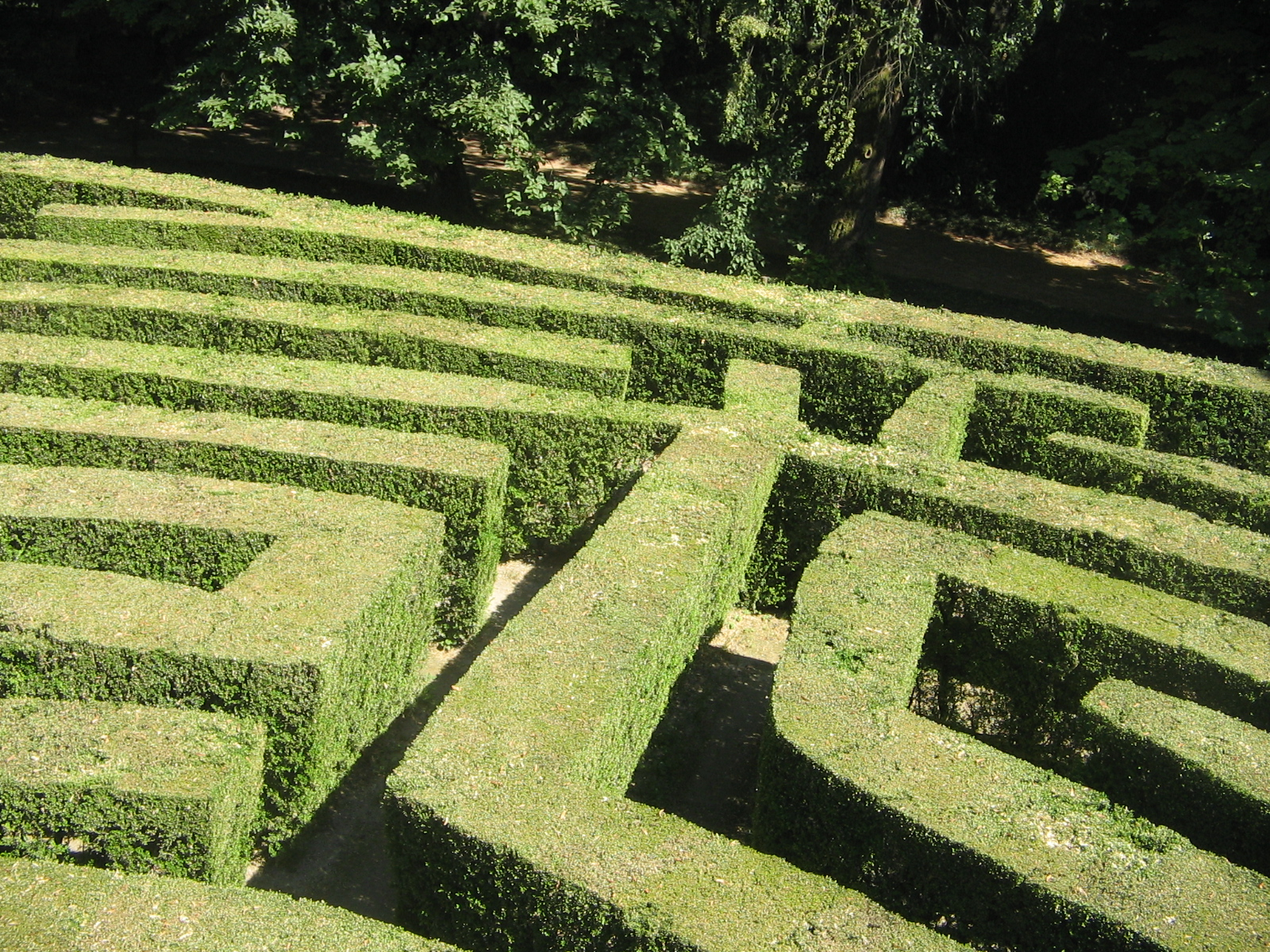
Лабіринт вілли Пізані
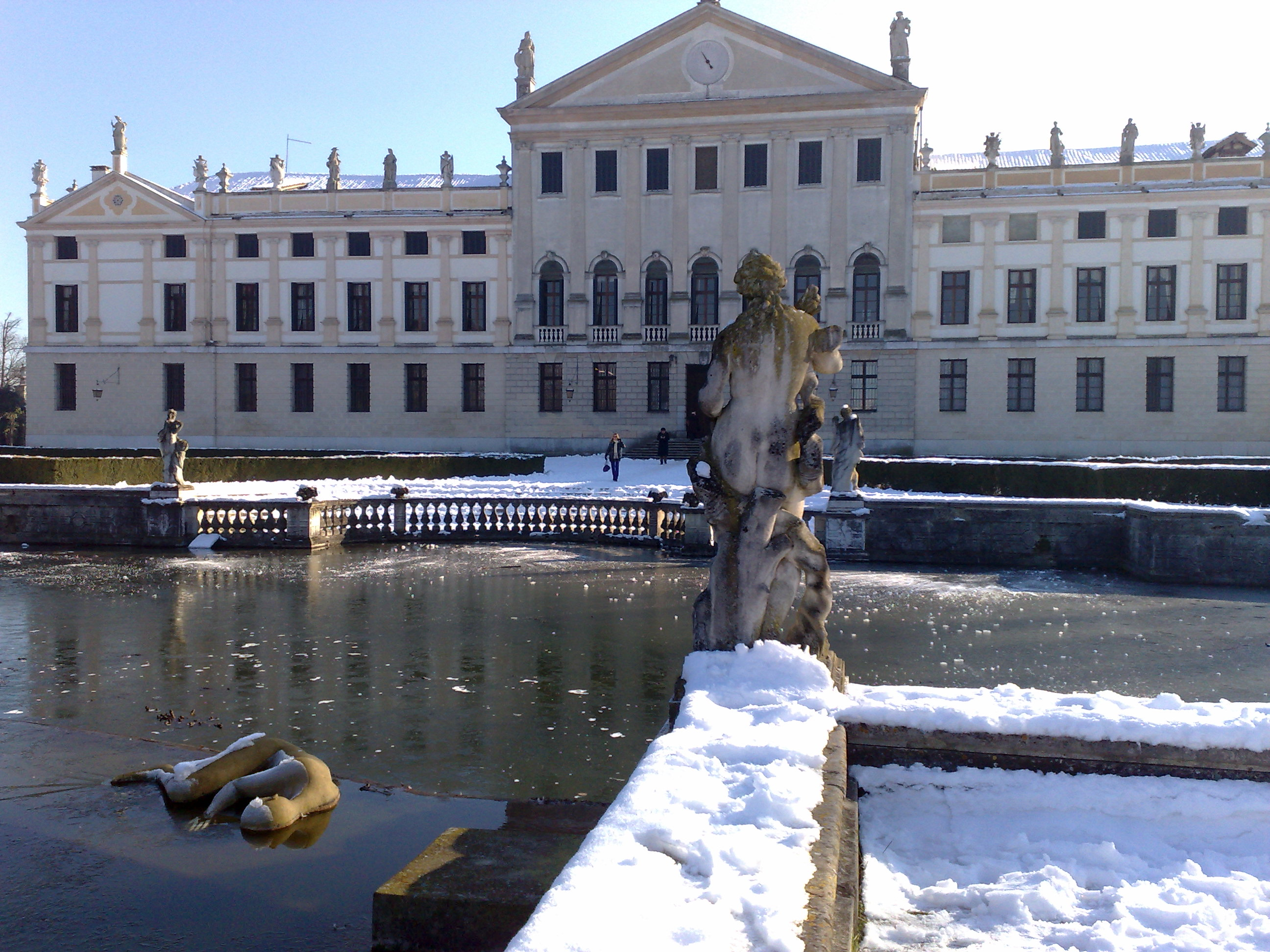
Парк вілли взимку

## Мистецькі колекції вілли Пізані

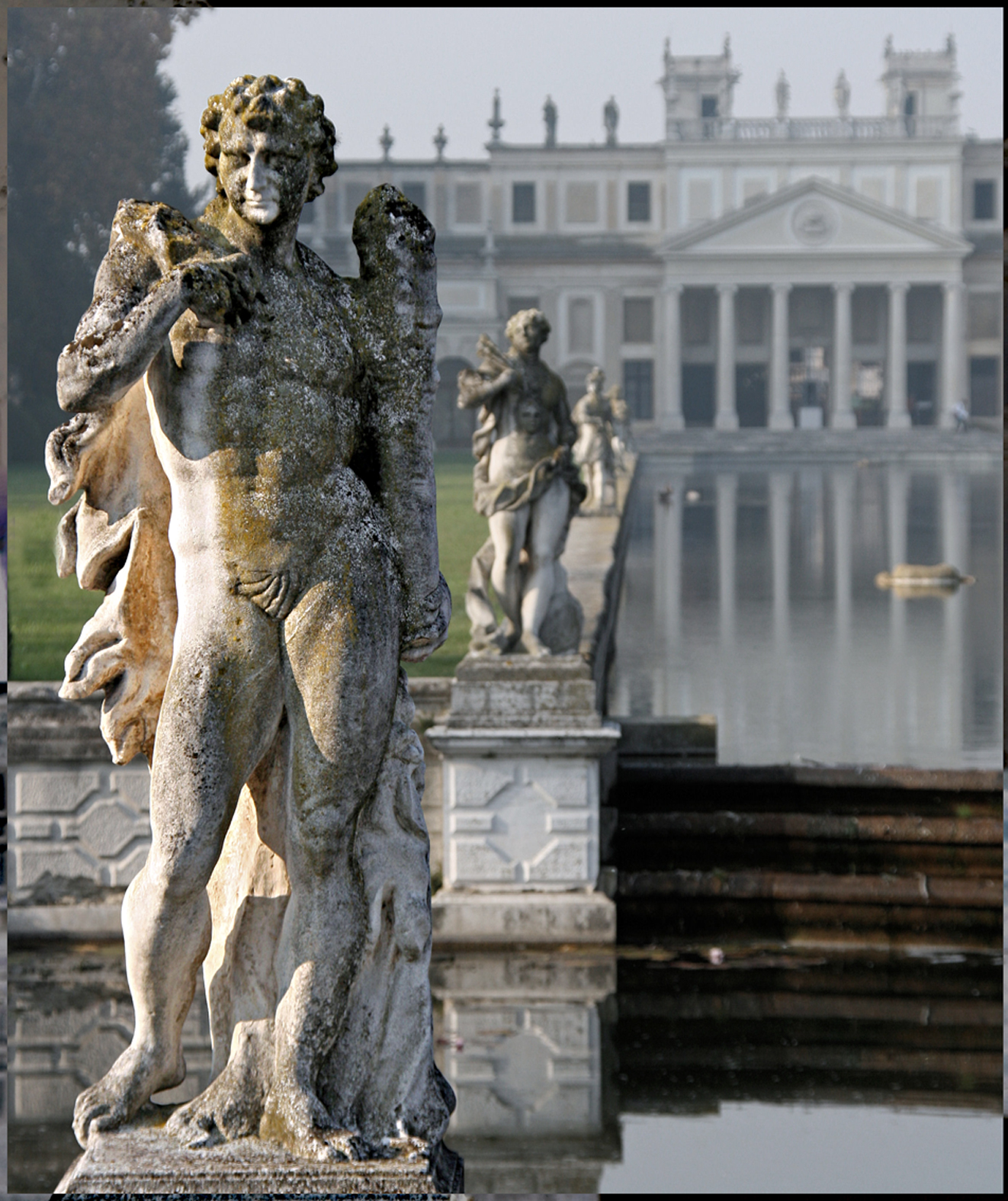
Барокова скульптура вілли

Для оздоблення інтер'єрів вілли залучили майже всіх відомих художників Венеції того часу. Серед митців, що прикрасили зали вілли — 
- Джованні Баттіста Тьєполо
- Джузеппе Дзаіс
- Якопо Гуарана
- Якопо Амігоні
- Джованні Баттіста Крозатто та інші.

Скульптури для вілли та її саду створив Джованні Бонацца. Частка його скульптур прикрасила Літній сад в Петербурзі (комплект з чотирьох скульптур «Перебіг доби» — Ніч, Аврора, Полудень, Помираючий День або Вечір). Алегорія Ночі у вигляді зажуреної красуні отримала посвяту у вірші Анни Ахматової.

## Образ вілли в культурі Італії
- Габріеле д'Аннунціо згадував парк та лабіринт вілли в своєму романі «Полум'я» (1900 рік).

- Довгий басейн в парку вілли в ретро стилістиці створений у 1911 р. для вивчення гідравлічний процесів Гідрографічного інституту університету міста Падуя.

- Віллу Пізані використав для зйомок натури в  фільмі Свинарник кінорежисер  П'єр Паоло Пазоліні.